# Тулешова, Данэлия Александровна
Данэ́лия Алекса́ндровна Туле́шова (другое написание имени Данелия; род. 18 июля 2006, Астана, Казахстан) — казахстанская певица, победительница четвёртого сезона украинского проекта «Голос. Дiти», финалистка и обладательница приза зрительских симпатий международного конкурса «Детская Новая волна 2015», представительница Казахстана на песенном конкурсе «Детское Евровидение – 2018», обладательница музыкальной премии «BraVo». Достигла Топ-8 в американском шоу «The World's Best» (2019) и финала в шоу «Америка ищет таланты» (2020).
Наиболее известна по исполнению песни «Stone Cold», запись которого набрала более 80 миллионов просмотров на YouTube.

## Детство
Данэлия Тулешова родилась в Астане, а через четыре с половиной месяца с семьёй переехала в Алматы.
Девочка поёт с детства. Первым её музыкальные способности заметил отец. Он окончил музыкальную школу по классу фортепиано. У матери также хорошие вокальные данные, оба имеют хороший слух.
С трёх лет Данэлия успешно занималась гимнастикой, легко поддавалась растяжкам, но в четыре года упала с горки и получила серьёзные травмы, после чего до шести лет восстанавливалась.
Затем Данэлию отдали в развивающую школу Лины Арифулиной, где она каждое воскресенье занималась на групповых занятиях вокала, бального танца и актёрского мастерства, в то время вокалом индивидуально не занималась.
Параллельно Данэлия ходила в танцевальную студию, с 2016 года активно занималась уличными танцами и выступала в составе детского хип-хоп коллектива Kinder Boogie, победителя многих фестивалей Казахстана и Центральной Азии, под руководством Александра Филиппова.

## Карьера певицы

### 2015—2016: Первые конкурсы
На отчётном концерте сценической школы Данэлия спела песню «Улыбайся» от IOWA, после которого Лина Арифулина отправила девочку на кастинг республиканского конкурса «Аялаған Астана», в котором Данэлия выиграла гран-при и приз зрительских симпатий. В подготовке к конкурсу помогала казахстанская певица Ademi. Присутствующий в жюри конкурса Митя Фомин после исполнения кавера на песню «Smile» от Джамалы назвал 8-летнюю певицу «реинкарнация Мэрилин Монро», особо отметив её артистизм.

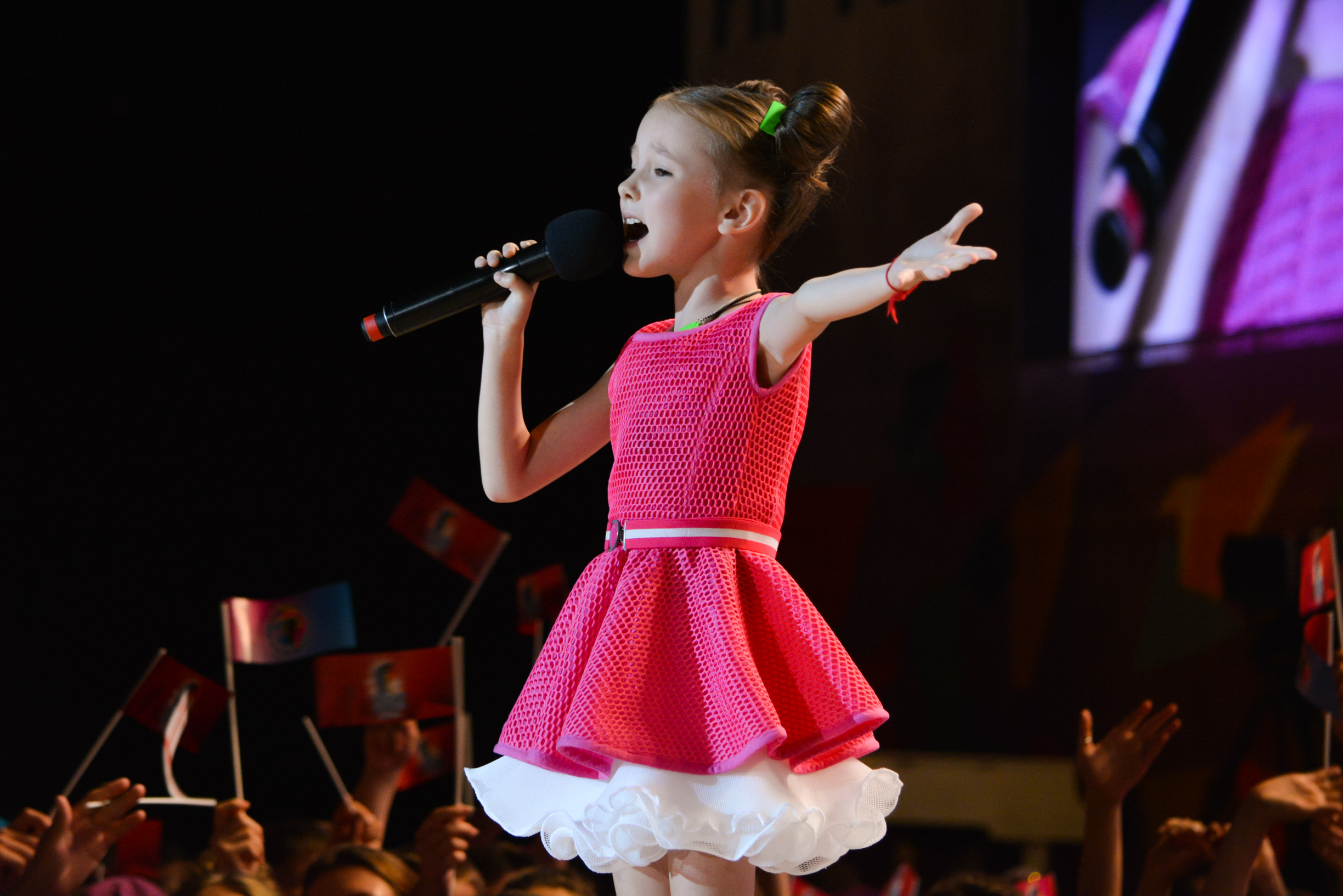
Данэлия Тулешова на Детской Новой волне 2015 в Артеке

В том же 2015 году Данэлия получила приз зрительских симпатий на «Детской Новой волне» 2015.
Затем, по словам матери, был «год никому ненужности», когда никто не проявлял интереса к Данэлии, этот период был использован для занятий танцами, хореографией и записи первой оригинальной песни «Космос» и клипа.
В январе 2016 году Данэлия выступала вместе с российской певицей Валерией на концерте «Рождественская песенка», исполнив песню «Маленький самолёт».
В июне 2016 года на открытии республиканского конкурса «Бала Дауысы» Данэлия с казахстанской певицей Lido дуэтом исполнила песню «Je veux».
В середине 2016 года родители отдали Данэлию педагогу по вокалу Наталье Александровне Чураковой, которая всерьёз занялась вокальной техникой юной певицы. Примечательно, что Чуракова первый раз увидела Данэлию по телевизору в 2015 году, а через полтора года девочку привели к ней заниматься. Причём петь Данэлия уже умела, имела природные вокальные данные и хороший тембр голоса. Преподавателю по вокалу оставалось только улучшать подачу голоса и расширять певческий диапазон.
В августе 2016 года на «Детской Новой волне» вне конкурса Данэлия вместе с певицей Жасмин исполнила песню «Берегите родных».
В сентябре 2016 года Данэлия в составе танцевального коллектива Kinder Boogie выступала с песней «Космос».

### 2017: Надежды Европы и Голос. Дети
В начале 2017 года Данэлия прошла международный фестиваль-конкурс исполнительского мастерства «Надежды Европы» в Сочи, где завоевала главный приз «гран-при» и 1-е место в номинации «Вокал», исполнив песни «Что меня ждёт» (саундтрек к мультфильму «Моана») в первом туре и «Stone Cold» во втором.
По словам Данэлии первое время мать была против певческой карьеры дочери, настаивала на учёбе в школе, но после успехов в конкурсах «Аялаған Астана» и международном состязании «Надежды Европы» смирилась.
Первый раз Данэлию пригласили на «Голос. Дiти» Украины в 2016 году. Большая команда в Киеве отслеживала детские конкурсы по всему миру и приглашала одарённых детей. Но поехать в тот раз не получилось, так как начался учебный год.
Большое влияние на развитие вокальных данных Данэлии оказал педагог Жанбол Тулешов, который работал над дикцией и исправлением точечных ошибок в вокале. А в мае 2017 года она прошла в Алматы четырёхдневный мастер-класс известного педагога по вокалу Марии Струве (и дополнительно четыре урока), что позволило Данэлии «разжаться» и освоить высокий диапазон голоса до нот «Си» 2-й октавы и «До» 3-й октавы. Данэлия научилась контролировать свой голос по 12 физико-математическим параметрам. По словам Струве, Данэлия сразу же применила новые навыки на практике, и песни «зазвучали совершенно по-другому».
В июне 2017 года на «Детской Новой волне» вне конкурса Данэлия вместе с певицами Нюшей и Нино Басилая исполнила песню «Нарисовать мечту».

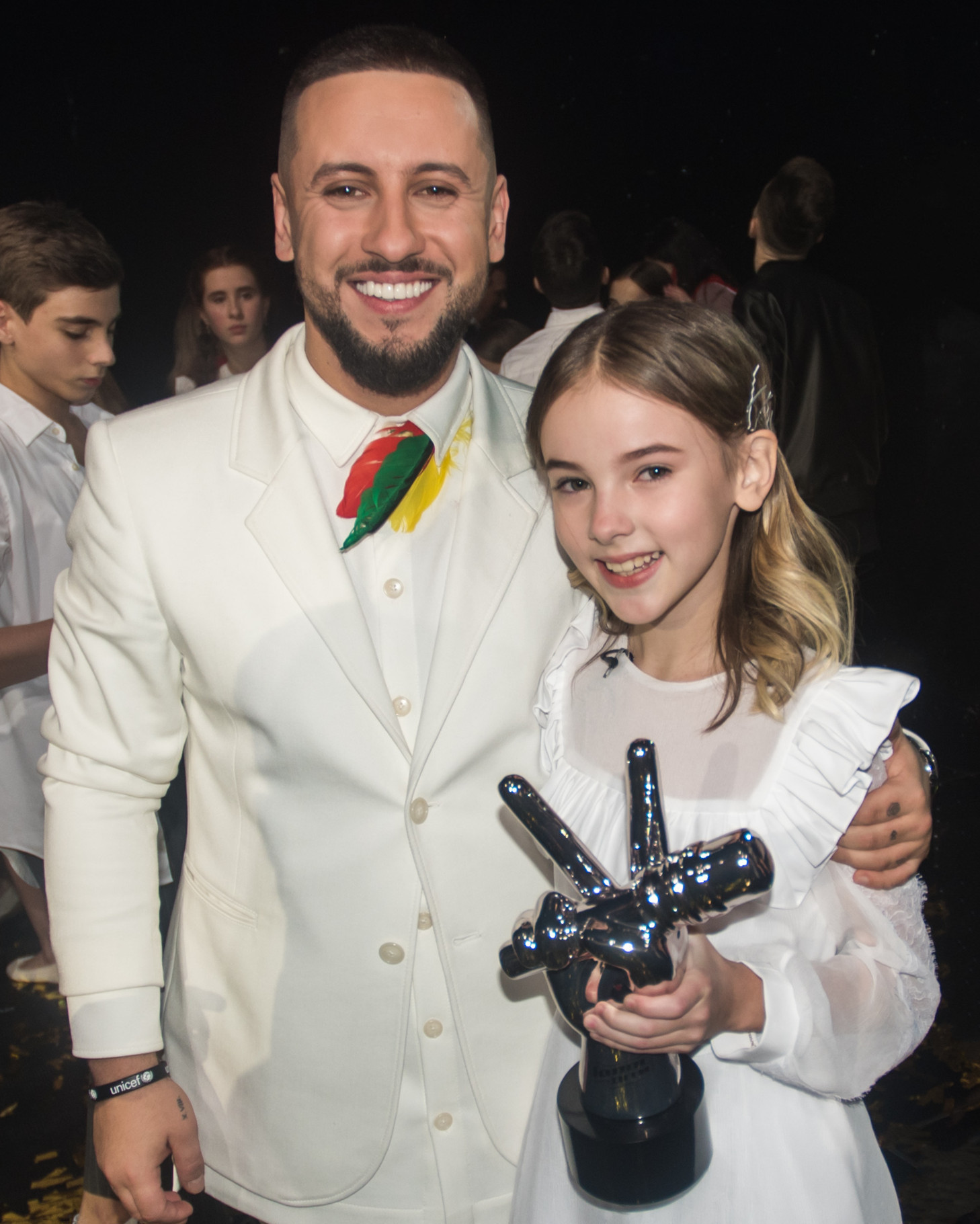
Monatik и Данэлия Тулешова на Голос. Діти (2017)

Также заявлялась в конкурсе «Детского Евровидения» 2017 в Грузии с песнями «Rise Up» и «Другие».
На кастинг казахстанского шоу «Голос. Дети» Данэлия не попала, так как «проспала и опоздала». Тогда педагог Наталья Чуракова предложила поехать в Киев на «Голос. Дiти».
Отец Данэлии помогал дочери избавиться от акцента в английском языке, особенно во время подготовки песни «Stone Cold». В Киеве Данэлия занималась каждый день по пять часов, «чтобы не перегореть», всё остальное время тратилось на прогулки по городу. Также Данэлия ходила к репетитору украинского языка, чтобы лучше петь на нём. Мать Данэлии, в прошлом визажист, помогает дочери стильно выглядеть на выступлениях, а также участвует в карьере дочери как водитель и продюсер.
Несмотря на 15-часовое ожидание своей очереди на слепых прослушиваниях (первый этап в «Голос. Дети») Данэлия смогла безупречно исполнить свою сокращённую версию песни Деми Ловато «Stone Cold». Всё жюри повернуло кресла уже на первых секундах, а после выступления выразили своё восхищение. На бис Данэлия спела фрагмент песни «Тримай» (Держи) от Христины Соловий на украинском языке.
Наталия Могилевская призналась: «Это лучшее, что я видела в истории Голоса Дiти Украины, это потрясающее выступление, девочка поцелованная богом». «Это феноменальный голос, будущая супер-мега-звезда», — сказала Надя Дорофеева из Время и Стекло, Позитив предсказал миллионные просмотры, а Дмитрий Монатик отметил «колоссальное сочетание очень взрослого вокала и какого-то бархатного тембра, завоёвывающего сознание», в дальнейших этапах он заявил, что Данэлию «ничему учить уже не надо». В качестве наставника Данэлия выбрала Монатика. После публикации записи Данэлия получила мировую известность в первую неделю набрав несколько миллионов просмотров, а видео попало в тренды YouTube и стало вирусным.
На следующих этапах украинского «Голоса» Данэлия исполнила песни: «Of the Night» от Bastille, «Rise Up» от Andra Day, «Spectrum (Say My Name)» от Florence and the Machine, «Мудрые деревья» от Монатика и финальную «Не твоя війна» (Не твоя война) от Океана Эльзы с которой победила.
На всех этапах конкурса жюри отмечали высокий профессионализм девочки. При исполнении «Rise Up» Монатик не смог сдержать слёз, а после выступления жюри сказали, что видят перед собой будущую звезду мирового масштаба.
В качестве победителя четвёртого сезона «Голос. Діти» Данэлия получила трёхмесячную ротацию на «Нашем радио» и путешествие на уикенд в парижский «Диснейленд».
В конце 2017 года Данэлия снялась в видеоклипе «Другие» вместе с младшими братом и сестрой, а также своей командой Kinder Boogie.

### 2018: Детское Евровидение
10 марта 2018 года на вручении премии «BraVo» Данэлия вместе с французской певицей ZAZ исполнила её песню «Je veux».
23 мая 2018 года на открытии международной выставки вооружений KADEX-2018 в Астане Данэлия исполнила песню на казахском языке «Бiздiң әлем» (Наш мир). Певица вышла на сцену в образе ангела. Песня посвящена миру во всём мире и написана специально для выставки. Автор слов — Олжас Касым, а музыки — Ринат Абдулхаликов.
27 мая 2018 года Данэлия при поддержке других учеников продюсерского центра «ЮНА» дала свой первый сольный концерт в амфитеатре алмаатинского ТРЦ «MEGA Alma-Ata», ведущим полуторачасовой программы стал финалист проекта «Хочу к Меладзе» Фариз Мамедов.
В сентябре 2018 года на «Халык Арене» Данэлия победила в отборе на «Детское Евровидение». Певица сообщила, что песня на казахском языке «Өзіңе сен» (Верь в себя) готовилась в сжатые сроки, музыку писали украинские музыканты, а текст — Камила Даирова. За полтора месяца подготовка песни заняла только 4 урока, так как Данэлия заболела и физически не могла много петь.

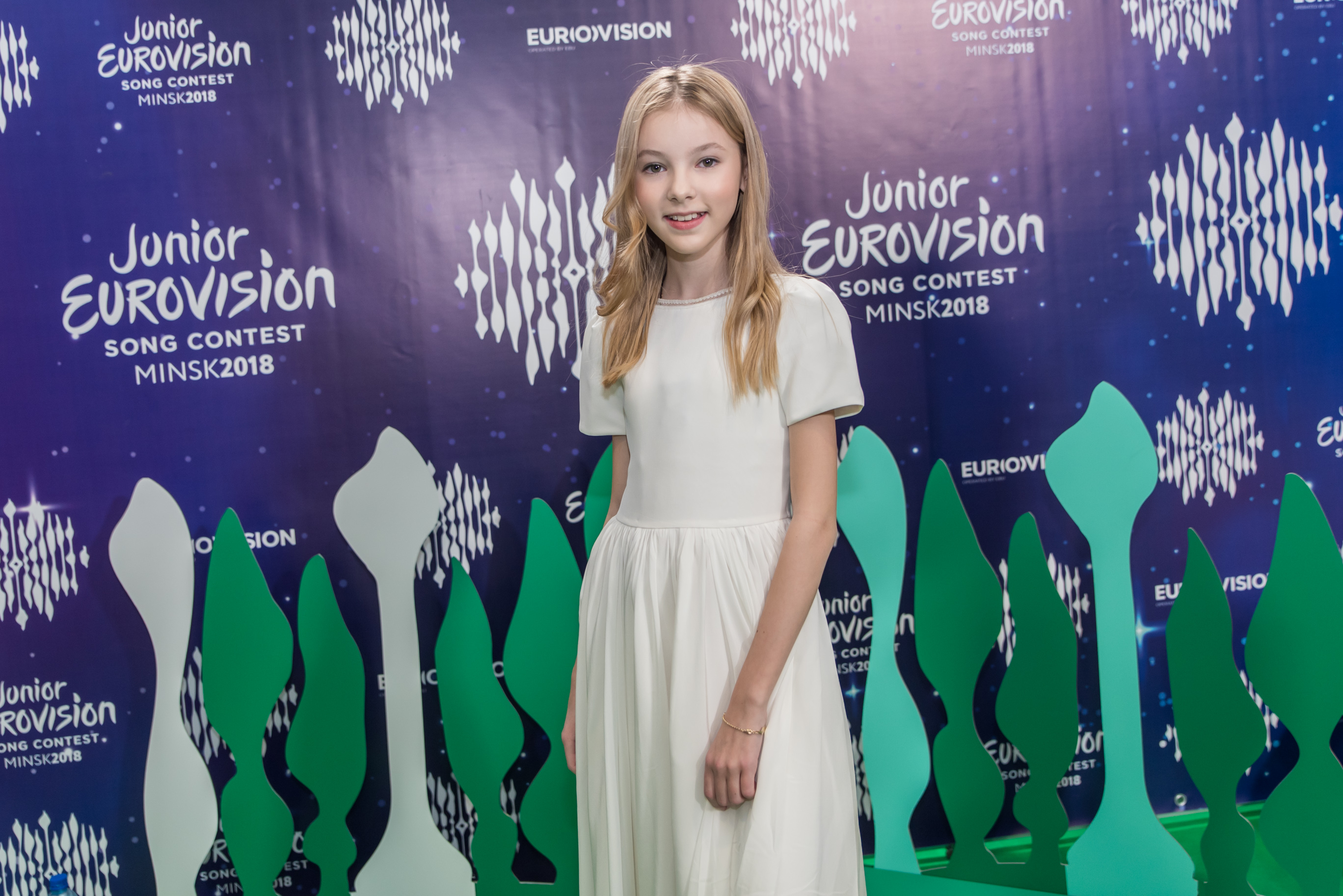
Данэлия Тулешова на Детском Евровидении 2018 в Минске

25 ноября 2018 года в Минске состоялся финал «Детского Евровидения — 2018», на котором 12-летняя певица заняла 6-е место. Казахстан впервые был представлен в престижном вокальном конкурсе.

### 2019: The World’s Best
В марте 2019 года Данэлия успешно прошла несколько раундов международного конкурса «The World’s Best» (Лучший в мире) американского телеканала CBS, где была представлена как «вокальное чудо». Члены жюри были впечатлены исполнением: Дрю Бэрримор не смогла сдержать слёз, а Ру Пол предрёк Данэлии будущее суперзвезды. Димаш Кудайберген, которому предстояло в полуфинале состязаться с Данэлией и индийским пианистом Лидианом Надхасварамом, отказался от участия, чтобы «дети смогли продолжить свой путь». Жюри отдало очки Данэлии (48 против 44), но зал проголосовал за Лидиана (43 против 7), из-за чего Данэлия выбыла из борьбы, оставшись в первой восьмёрке, а Лидиан прошёл в финал и победил.
21 июля вышел сингл Данэлии «Мама» от композитора Улыкпана Жолдасова и автора Камилы Даировой. А 27 августа на музыкальном телеканале Gakku состоялась премьера клипа, в котором кроме Данэлии, снялись её мама, обе бабушки и младшая сестра. Съёмки проходили в пригороде Алматы в этно-центре NOMAD и на Медео.
17 декабря был опубликован клип на песню «Don’t cha». Музыка написана Еркеханом Абдолдаевым, слова — Юлией Кабановой, а речитатив — самой Данэлией, что стало её авторским дебютом. По сюжету Данэлия проходит период взросления, сталкивается с различными эмоциями, сомнениями и в итоге выбирает свой путь. Продюсером клипа выступила Нурсулу Султанова, а режиссёром — Марат Своик; танцоры: Мирзо Мирзоев, Марат Ягфаров, а также педагоги и воспитанники танцевальных клубов «Funky Dance» и «Step Dance Club». PR-директор певицы Татьяна Синенко сообщила, что съёмки клипа прошли на киностудии «Казахфильм» в октябре, и в конце ноября работа была готова, однако певица и режиссёрская группа решили отложить релиз.

### 2020: Da NeL и America’s Got Talent
В феврале 2020 года на 29 марта был анонсирован концерт Данэлии Тулешовой в Хьюстоне (Техас, США), но в середине марта в связи с пандемией коронавируса концерт был отменён и перенесён предположительно на осень.
4 февраля 2020 года Данэлия опубликовала песню «ХЗЧЗДЗ» под новым творческим псевдонимом Da NeL. В начале апреля в интервью казахстанскому телеканалу Gakku TV молодая певица пояснила, что песня появилась в результате «недопонимания с одноклассницами» и создана совместно с казахским рэпером AlvinToday (Тамерлан Сатыбалдиев), знакомому ей с записи саундтрека к фильму «Каникулы off-line», и певцом MAKVIN (Нурболат Базарбаев), «так и понеслось, мы записали очень много треков», проект Da NeL нацелен на подростковую аудиторию. 7 апреля под именем Da NeL была опубликована песня «Мой день».
В апреле 2020 года Данэлия представила свою новую песню «Glossy». Когда на одном из концертов она ждала своего выхода на сцену, педагогу по вокалу Наталии Чураковой от украинского музыканта Валентина Воедило пришла демозапись новой мелодии. Из-за долгого ожидания в гримёрке сюжет будущей песни нарисовался сам собой. Записывали песню в Алматы, а обложку создал 16-летний дизайнер из Индонезии Ivan Zhang, являющийся фанатом Данэлии.
10 июня 2020 года телеканалы NBC и Netflix показали прослушивание Данэлии на шоу талантов AGT 15 сезон (приглашена в середине января, запись происходила в марте) с кавером «Tears of Gold» от Фаузии. Зрители встали со своих мест, все судьи проголосовали «за» прохождение на следующий этап, а Фаузия призналась, что прослезилась.
В июне Данэлия дала эксклюзивное интервью телеканалу КТК, на котором рассказала про участие в AGT, посмотрела реакции на свои видео и исполнила новую оригинальную песню «FIRE».
Второй тур из-за пандемии коронавируса прошёл дистанционно через интернет. Остальные этапы записывались в Лос-Анджелесе без зрителей, но в присутствии судей. В четвертьфинале Данэлия исполнила свою интерпретацию «Sign of the Times» от Гарри Стайлза, в полуфинале — «Who You Are» от Джесси Джей, в финале — «Alive» австралийской певицы Сиа. Вне конкурса Данэлия и популярная американская певица Эйва Макс дуэтом спели песню «Kings and Queens».
Записи каждого этапа набирали максимальные просмотры на YouTube по сравнению с другими участниками. Но результаты online-голосования на выход в гранд-финал неожиданно для зрителей показали, что Данэлия осталась в top10 финалистов, не продвинувшись дальше. Особое недоумение зрителей, судя по комментариям на YouTube-канале AGT и в социальных сетях, вызвало, что Данэлия даже не попала в top5. Под официальным видео, где судьи объявляют победителя, не менее 90 % комментаторов склонилось к мнению, что шоу сфальсифицировано, причём наравне со зрителями из Казахстана, России, Украины и других стран, возмущались зрители из США, где и проходило голосование.
Сама Данэлия сдержанно прокомментировала результаты шоу, заявив, что «ни разу не задумывалась о победе», и выразила благодарность жюри за их отзывы и оценки, также Данэлия похвалила других участников и пожелала им дальнейших успехов. Данэлия поделилась, что проделала большую работу за полгода, и перед финалом у неё от усталости пропал голос. После возвращения домой она планирует отдохнуть и «уйти с головой в учёбу».
В декабре 2020 года Данэлия совместно с Казахстанским эстрадно-симфоническим оркестром приняла участие в записи первого лицензированного киноконцерта Disney, показанного в эфире телеканала «Астана», где исполнила саундтрек к мультфильму «Моана» на казахском языке.
Также в декабре 2020 года Данэлия исполнила песню «Glossy» в молодёжном новогоднем шоу «You show 2021» от Казахтелеком.

### 2021: Patreon и 4 Chords Records
2 апреля 2021 года Данэлия представила свой Patreon-канал с несколькими новыми каверами, доступными по платной подписке и отсутствующими на основном Youtube-канале.
В апреле также стало известно, что Данелия Тулешова подписала контракт с лейблом 4 Chords Records в качестве ведущего исполнителя.
А 21 мая вышел дебютный сингл «Like You Used To», который собрал более 100 тысяч прослушиваний всего за несколько дней. Песня демонстрирует вокальную разносторонность Тулешовой в сочетании с интересным текстом и быстрым поп-битом. «Я так рада наконец выпустить свой первый сингл с 4 Chords Records», — сказала Данэлия. — «Рич Фейден из лейбла увидел и понял моё видение артиста, и я очень рада тому, что нас ждёт».
Рич Фейден сказал: «Подписание Данелии было лёгким выбором. Я следил за её прогрессом с 10 лет и считаю, что она улучшилась и как вокалистка, и как исполнитель со скоростью, которую индустрия не видела со времён некоторых великих артисток конца 80-х». Фейден написал трек в соавторстве с музыкальным директором Sony Анри «MGI» Ланцем, который также продюсировал трек.

### 2023: Переезд в США. EP-альбом Trouble
После более чем годового перерыва и переезда в США Данэлия снова была приглашена на шоу America's Got Talent, где появилась в феврале 2023 года с кавером на песню Arcade от Дункана Лоуренса. Зрители и жюри тепло встретили возвращение 16-летней певицы.
14 апреля 2023 года Тулешова выпустила новый EP-альбом «Trouble» с тремя оригинальными песнями на английском языке: «Fck Hm», «Main Event» и «Trouble».

## Семья
Отец — Александр Сергеевич Тулешов (до июля 2018 года — заместитель председателя правления казахской страховой компании «НСК»). Мать — Елена Маратовна Тулешова (домохозяйка). У Данэлии есть младший брат Тимур и младшая сестра Амели. В воспитании певицы активно участвуют дедушки и бабушки. Данэлия в каждом интервью особо подчёркивает роль большой семьи в своей поддержке. По словам матери семья имеет казахские, татарские и русские корни.
Имя Данэлия (или, как часто пишут в СМИ, Данелия) происходит от казахского «зерно» (дән) и «народ» (ел), и означает «зерно народа». Ребёнку хотели дать имя Данель, но при оформлении свидетельства о рождении сделали ошибку, поэтому само собой получилось уникальное сценическое имя.
Фамилия «Тулешова», по словам матери Данэлии, когда-то была записана паспортисткой с ошибкой, и по правилам тюркского сингармонизма должна звучать как «Тулешева».

## Критика
В феврале 2023 года повзрослевшая Данэлия получила множество негативных комментариев под её откровенными фотографиями в Instagram. Комментаторы отметили, что для возраста 16 лет раскрепощённые фото с демонстрацией форм непристойны. Ранее на шоу America's Got Talent Данелия сказала, что живёт в США без родителей.

## Дискография

### Синглы
- «Космос» (2016)
- «Другие» (2016)
- «Бiздiң әлем» (2018)
- «Өзіңе сен» (2018)
- «Мама» (2019)
- «Glossy» (2020)
- «Like You Used To» (2021)
- «Lucky Me» (2021)
- «Tied» (2023)
- «It's only pain» (2024)

Под именем Da NeL:
- «ХЗЧЗДЗ» (2020)
- «Мой день» (2020)
- «OMG» (2020)
- «FIRE» (2020)

### EP-альбом «Trouble» (2023)
- «Fck Hm»
- «Main Event»
- «Trouble»

### Видеоклипы
- «Космос» (2016)[86]
- «Другие» (2017)[87]
- «Өзіңе сен» (2018)[88]
- «Каникулы off-line» feat. AlvinToday (2019)[89]
- «Мама» (2019)[90]
- «Don’t cha» (2019)[91]
- «Tied» (2023)
- «Cynical» (2023)

Популярные и успешные (по реакции в YouTube) каверы:
- Кавер «Вечность» (2018) на песню Монатика[92]
- Кавер «Тримай» (2018) на песню Кристины Соловий[93]
- Кавер «Love on the Brain» (2018) на песню Rihanna[94]
- Кавер «Everyday is Christmas» (2019) на песню Sia[95]

## Награды
- 2015 — гран-при и приз зрительских симпатий на детском музыкальном конкурсе «Аялаған Астана 2015» (Казахстан)
- 2015 — приз зрительских симпатий «Детской Новой волны 2015» (Россия)
- 2017 — победа на вокальном талант-шоу «Голос. Діти» (Украина)[96][97]
- 2017 — гран-при на международном конкурсе «Надежды Европы» (Россия)[98]
- 2018 — государственная премия «Народный любимец» (Казахстан)[99]
- 2018 — премия «BraVo» (Россия)[5][100]
- 2018 — гран-при на отборочном туре конкурсе «Junior Eurovision 2018» (Белоруссия)
- 2018 — 6-е место в конкурсе «Junior Eurovision 2018» (Белоруссия)

## Другие достижения
- Топ-8 в международном конкурсе талантов «The World’s Best 2019» (США).
- 27 сентября 2019 года стала лауреатом Евразийской премии и получила награду в номинации «Вокал»[101].
- 9 октября 2019 года Данэлия Тулешова получила статус Посланника Клубов ЮНЕСКО в Казахстане, во время республиканской отчётно-выборной конференции Федерации Клубов ей вручили нагрудный знак и именной сертификат[102].
- 2 ноября 2019 года Данэлия стала «послом туризма» Казахстана (назначается национальной компанией «Kazakh Tourism») и теперь будет официально продвигать казахстанский туризм на мировой арене и повышать интерес молодёжи к родной стране[103].
- Топ-10 (финалистка) международного конкурса талантов «America’s Got Talent 2020» (США).
- 20 апреля 2021 года Тулешова сообщила, что стала амбассадором продукции NIVEA в Казахстане[104].